# Печенгский район
Пе́ченгский райо́н — административно-территориальная единица в Мурманской области РФ. В границах района образован одноимённый муниципальный округ.
Административный центр — посёлок городского типа Никель.
С 29 мая 2012 года действует соглашение о безвизовом передвижении на приграничных территориях жителей Печенгского района и норвежской коммуны Сёр-Варангер, закон о преобразовании подписан 24 апреля 2020 года.

## История
Район образован Указом Президиума Верховного Совета СССР от 21 июля 1945 года на части территории Петсамской области, которая в 1920—1944 годах входила в состав Финляндии и была передана Советскому Союзу по итогам Второй мировой войны. Одновременно Печенгский район был включён в состав Мурманской области.
Указом Президиума Верховного Совета РСФСР от 27 ноября 1945 года населённые пункты Печенга и Никель отнесены к категории рабочих посёлков. В рабочем посёлке Печенга был образован поссовет, а Никель подчинялся непосредственно Печенгскому райсовету.
Указом Президиума Верховного Совета РСФСР от 30 мая 1957 года населённый пункт Заполярный отнесён к категории рабочих посёлков с образованием в нём поссовета.
Решением Мурманского облисполкома от 11 июня 1959 года станция Титовка железной дороги «Мурманск — Печенга» передана из Полярного района в Печенгский район.
Решением Мурманского облисполкома от 16 июля 1959 года населённый пункт Горный отнесён к категории рабочих посёлков, с передачей его в подчинение Заполярному поссовету.
Решением Мурманского облисполкома от 18 июля 1960 года в состав Печенгского района включена западная часть упразднённого 9 июля 1960 года Полярного района (от реки Титовки и полуостровов Рыбачьего и Среднего).
Указом Президиума Верховного Совета РСФСР от 1 февраля 1963 года Печенгский район преобразован в Печенгский сельский район. Рабочий посёлок Заполярный преобразован в город районного подчинения, с преобразованием Заполярного поссовета в горсовет.
Решением Мурманского облисполкома от 7 февраля 1963 года установлено, что в состав Печенгского сельского района входят город Заполярный, рабочие посёлки Никель (райцентр), Печенга (с поссоветом) и Горный, а также сельские населённые пункты Сальми-Ярви, Мирный, Борисоглебский, Приречный, Раякоски, Кайтакоски, Янискоски. Рабочий посёлок Горный передан в подчинение Заполярному горсовету.
Указом Президиума Верховного Совета РСФСР от 12 января 1965 года Печенгский сельский район вновь преобразован в район.
Решением Мурманского облисполкома от 30 марта 1967 года рабочий посёлок Горный включён в городскую черту города Заполярного.
Решением Мурманского облисполкома от 22 мая 1968 года населённый пункт Приречный отнесён к категории рабочих посёлков, с подчинением его Печенгскому райсовету.
Решением Мурманского облисполкома № 89 от 26 февраля 1975 года образован Приречненский поссовет с центром в рабочем посёлке Приречный.
Решением Мурманского облисполкома № 490 от 28 ноября 1979 года образован Корзуновский сельсовет с центром в населённом пункте Корзуново. До этого сельсоветы в составе района не образовывались.
Решением Мурманского облисполкома № 148 от 21 марта 1984 года часть территории Печенгского района с населённым пунктом Светлый передана в состав Кольского района.
Законом Мурманской области № 511-01-ЗМО от 2 ноября 2004 года рабочий посёлок Приречный преобразован в сельский населённый пункт.
В 2020 году дочерняя структура ПАО ГМК Норильский никель (MCX:GMKN) ООО «Порт Лиинахамари» сообщила о планах создания к 2025 году в Печенгском районе, по аналогии с горным курортом «Роза Хутор», курорта мирового уровня с возможностью приёма круизных судов в будущем порту Лиинахамари в рамках территории опережающего развития (ТОР) «Столица Арктики». Также планируется возродить аэродром в посёлке Корзуново.
В мае 2020 года Печенгский муниципальный район был преобразован в Печенгский муниципальный округ.

## Население
| 1959    | 1970    | 1979    | 1989    | 2002    | 2009    | 2010    |
| ------- | ------- | ------- | ------- | ------- | ------- | ------- |
| 25 952  | ↗55 420 | ↘51 899 | ↗59 495 | ↘46 404 | ↘44 571 | ↘38 920 |
| 2011    | 2012    | 2013    | 2014    | 2015    | 2016    | 2017    |
| ↘38 892 | ↘38 802 | ↘38 452 | ↘37 903 | ↘37 480 | ↘37 159 | ↗37 204 |
| 2018    | 2019    | 2020    | 2021    | 2023    |         |         |
| ↘37 146 | ↘37 129 | ↘36 909 | ↘32 053 | ↘30 591 |         |         |

Численность населения, проживающего на территории муниципального района, по данным Всероссийской переписи населения 2010 года составляет 38 920 человек, из них 20 895 мужчин (53,7 %) и 18 025 женщин (46,3 %).

### Урбанизация
В городских условиях (город Заполярный, пгт Никель и Печенга) проживает 84.24 % населения района.

### Национальный состав
По переписи населения 2010 года, из населения муниципального образования 89,3 % составляют русские, 4,3 % — украинцы, 1,6 % — белорусы, а также 4,8 % других национальностей.
По итогам переписи населения 2020 года проживали следующие национальности (национальности менее 0,1 % и другое, см. в сноске к строке «Другие»):
| Национальность | Численность, чел. | Доля     |
| -------------- | ----------------- | -------- |
| Русские        | 26 110            | 81,46 %  |
| Украинцы       | 525               | 1,64 %   |
| Татары         | 243               | 0,76 %   |
| Белорусы       | 173               | 0,54 %   |
| Азербайджанцы  | 143               | 0,45 %   |
| Даргинцы       | 114               | 0,36 %   |
| Табасараны     | 108               | 0,34 %   |
| Лезгины        | 96                | 0,30 %   |
| Осетины        | 89                | 0,28 %   |
| Аварцы         | 88                | 0,27 %   |
| Башкиры        | 80                | 0,25 %   |
| Чуваши         | 79                | 0,25 %   |
| Армяне         | 62                | 0,19 %   |
| Казахи         | 60                | 0,19 %   |
| Кумыки         | 55                | 0,17 %   |
| Ногайцы        | 40                | 0,12 %   |
| Марийцы        | 36                | 0,11 %   |
| Другие         | 3952              | 12,32 %  |
| Итого          | 32 053            | 100,00 % |

## Муниципальное устройство  до 2020 года
В Печенгском муниципальном районе были три городских и одно сельское поселение:
| № | Городские и сельские поселения | Административный центр     | Количество населённых пунктов | Население | Площадь, км2 |
| - | ------------------------------ | -------------------------- | ----------------------------- | --------- | ------------ |
| 1 | Городское поселение Заполярный | город Заполярный           | 1                             | ↘14 231   | 416,50       |
| 2 | Городское поселение Никель     | пгт Никель                 | 5                             | ↘11 412   | 5752,14      |
| 3 | Городское поселение Печенга    | пгт Печенга                | 6                             | ↗8183     | 3628,31      |
| 4 | Сельское поселение Корзуново   | населённый пункт Корзуново | 5                             | ↗2608     | 489,90       |

## Населённые пункты
| №  | Населённый пункт                                     | Тип                         | Население | Муниципальное образование до упразднения |
| -- | ---------------------------------------------------- | --------------------------- | --------- | ---------------------------------------- |
| 1  | Борисоглебский                                       | населённый пункт            | ↘21       | Городское поселение Никель               |
| 2  | Вайда-Губа                                           | населённый пункт            | ↘94       | Городское поселение Печенга              |
| 3  | Заполярный                                           | город                       | ↘14 231   | Городское поселение Заполярный           |
| 4  | Корзуново                                            | населённый пункт            | 275       | Сельское поселение Корзуново             |
| 5  | Лиинахамари                                          | населённый пункт            | ↘475      | Городское поселение Печенга              |
| 6  | Луостари                                             | населённый пункт            | ↘1687     | Сельское поселение Корзуново             |
| 7  | Луостари                                             | железнодорожная станция     | ↘10       | Сельское поселение Корзуново             |
| 8  | Никель                                               | пгт, административный центр | ↘9519     | Городское поселение Никель               |
| 9  | Печенга                                              | пгт                         | ↘2021     | Городское поселение Печенга              |
| 10 | Печенга                                              | железнодорожная станция     | ↘1565     | Городское поселение Печенга              |
| 11 | Приречный                                            | населённый пункт            | ↘45       | Городское поселение Никель               |
| 12 | Путевая Усадьба 9 км железной дороги Луостари-Никель | населённый пункт            | →0        | Сельское поселение Корзуново             |
| 13 | Раякоски                                             | населённый пункт            | ↘238      | Городское поселение Никель               |
| 14 | Сальмиярви                                           | населённый пункт            | ↘71       | Городское поселение Никель               |
| 15 | Спутник                                              | населённый пункт            | ↘1597     | Городское поселение Печенга              |
| 16 | Титовка                                              | железнодорожная станция     | ↘1        | Сельское поселение Корзуново             |
| 17 | Цыпнаволок                                           | населённый пункт            | ↘35       | Городское поселение Печенга              |

Упраздненные населенные пункты
26 декабря 2002 года были упразднены населенные пункты Трифоново и Большое Озерко.

## Местное самоуправление
Главы муниципального образования
- Кузнецов Андрей Валентинович[36]

Председатель Совета депутатов
- Черепанова Любовь Николаевна[37]

## Культура, туризм
В посёлке Никель имеется Дворец культуры «Восход» (на 450 мест) спортивный комплекс «Металлург» (проведён капитальный ремонт), лыжные трассы на самом северном в России горнолыжном склоне на Лысой горе (Хангаслахденваара), 25-метровый плавательный бассейн с шестью дорожками. В городе Заполярный  имеется Дом культуры «Октябрь» (на 350 мест).

## Достопримечательности
Пасвик — международный природный заповедник. Создан в 1992 году в Печенгском районе и Норвегии на площади 16,64 тыс. га.